# Nakahama Manjirō

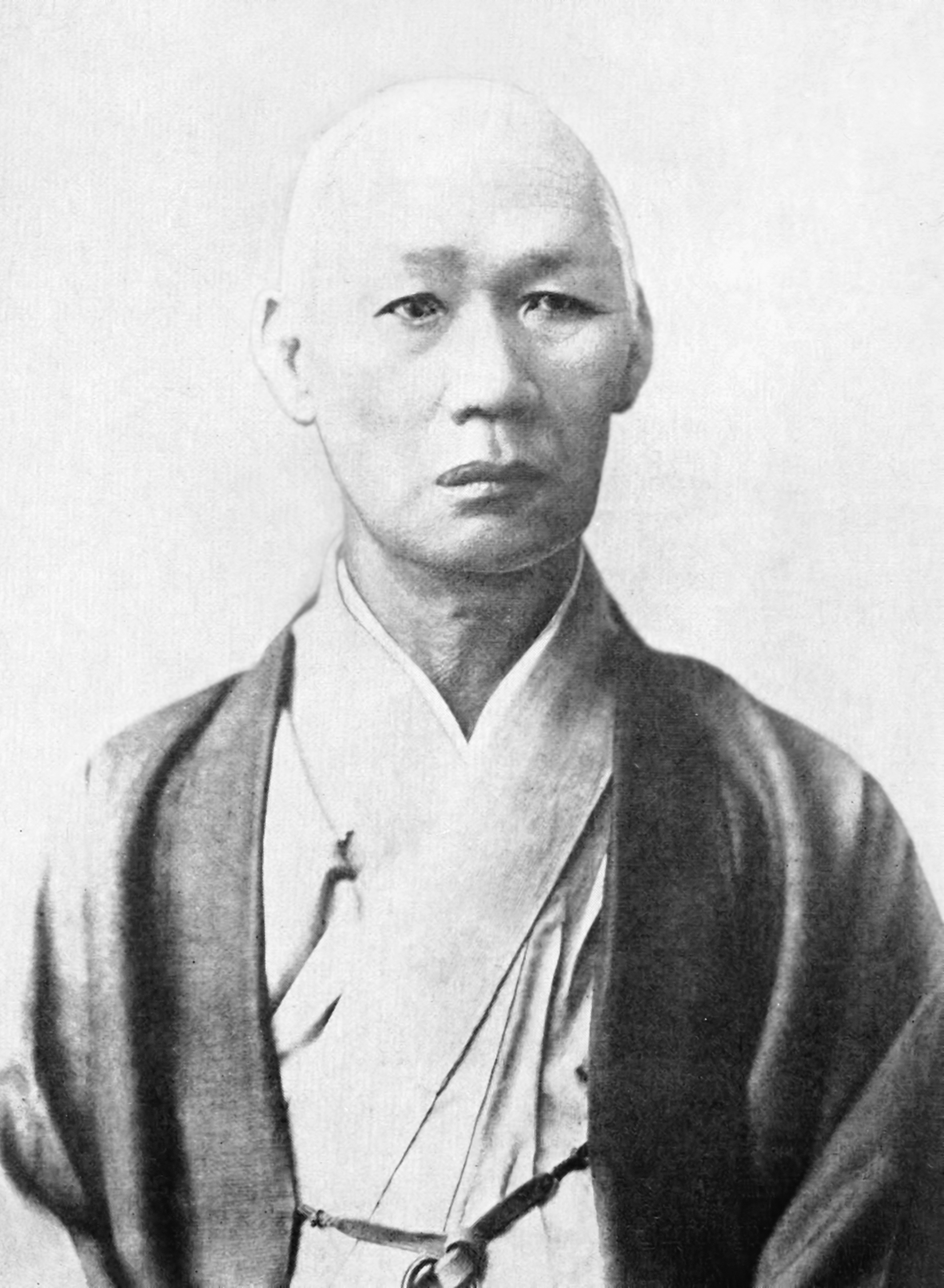
Portretfoto ca. 1880

Nakahama Manjirō (Japans: 中濱 万次郎) (Nakanohama, 27 januari 1827 – Tokio, 12 november 1898), ook bekend als John Mung, was een visser die als een van de eerste Japanners de Verenigde Staten bezocht. Hij trad op als vertaler, adviseerde over de uitbouw van de marine en werd opgenomen in de klasse der samoerai. Hij was betrokken bij de onderhandelingen over de Conventie van Kanagawa en doceerde aan de Keizerlijke Universiteit van Tokio.

## Schipbreuk en overtocht naar Amerika
Nakahama Manjirō was acht jaar oud toen hij zijn vader verloor. Hij werd het hoofd van zijn gezin en probeerde als veertienjarige aan de kost te komen als vissersjongen in het dorp Naka-no-hama in de provincie Tosa. De boot waarop hij aanmonsterde werd in 1841 door een storm op het eiland Torishima geworpen en verging. Na een half jaar op het onherbergzame eiland werden de vijf vissers gered door de John Howland, een Amerikaanse walvisjager die zich kwam bevoorraden. 
Kapitein William H. Whitfield nam hen aan boord, maar kon hen vanwege de isolatiepolitiek niet afzetten in Japan. Terwijl vier van hen aan wal gingen in Honolulu, verkoos Manjirō op het schip te blijven. In de Verenigde Staten schreef hij zich in aan de Oxford School in Fairhaven, Massachusetts. Hij studeerde een jaar Engels en navigatie, ging in de leer bij een kuiper en tekende vervolgens, met de hulp van Whitfield, op de walvisvaarder Franklin onder kapitein Ira Davis. 
Na de walvisvangst in de Stille Zuidzee voer de Franklin in oktober 1847 Honolulu binnen, waar Manjirō zijn vier vrienden opnieuw ontmoette. Aangezien het verlaten van Japan toen een halsmisdrijf was, kon geen van hen terugkeren. Omdat kapitein Davis geestesziek werd, liet de bemanning hem in Manilla achter en koos ze een nieuwe kapitein. Manjirō  werd harpoenier. In september 1849 liep de Franklin binnen in New Bedford, Massachusetts. De bemanning werd uitbetaald en Manjirō kreeg 350 dollar.
Hij vertrok over zee naar Californië om zijn geluk te beproeven in de goldrush. Toen hij in mei 1850 in San Francisco aankwam, voer hij op een stoomboot de rivier de Sacramento op en trok hij de bergen in. Binnen een paar maanden vond hij genoeg goud om in te wisselen voor ongeveer 600 zilverstukken. Door heimwee gedreven besloot hij een weg terug naar Japan te zoeken.

## Terugkeer naar Japan
Manjirō arriveerde in Honolulu en ontdekte dat twee van zijn metgezellen bereid waren met hem mee te gaan. Hij kocht een walvisboot, de Adventure, die aan boord van de bark Sarah Boyd werd geladen. Ze voeren uit op 17 december 1850 en bereikten Okinawa op 2 februari 1851. De drie werden prompt in hechtenis genomen. Na maanden van ondervraging werden ze vrijgelaten in Nagasaki en konden ze terugkeren naar Tosa, waar de plaatselijke heer Yamauchi Toyoshige hen een pensioen toekende. Manjirō kreeg een ambtenarenbaantje en werd een waardevolle bron van informatie. Hij doceerde aan de Clanschool van Tosa.
Op 8 juli 1853 arriveerde de vloot van Commodore Matthew Perry om Japan te 'ontsluiten'. Manjirō werd ingezet als tolk en speelde een belangrijke rol bij de onderhandelingen over de Conventie van Kanagawa. In september 1853 werd hij ontboden naar de hoofdstad Edo. Na ondervraging door het shogunaat werd hij verheven tot hatamoto (een samoerai in directe dienst van de shogun). Als bijnaam koos hij Nakahama, naar zijn geboortedorp.

## Verdere reizen
In 1860 nam Nakahama Manjirō deel aan de Japanse ambassade naar de Verenigde Staten. Hij werd aangesteld als vertaler aan boord van de Kanrin Maru, een modern oorlogsschip dat de Japanners hadden gekocht van de Nederlanders. Vanwege het vroegere isolatiebeleid van Japan had de bemanning weinig ervaring op de open oceaan. Tijdens een storm werden kapitein Katsu Kaishu, admiraal Kimura en een groot deel van de bemanning ziek. Manjirō kreeg de leiding en bracht het schip veilig naar de haven.
In 1861 kreeg Manjirō de opdracht deel te nemen aan de expeditie van het shogunaat naar de Bonin-eilanden, waar hij als tolk optrad. Hij beschreef zijn reizen in een rapport aan het Tokugawa-shogunaat, dat tegenwoordig in het Nationaal museum van Tokio wordt bewaard. 
In 1870, tijdens de Frans-Duitse Oorlog, reisde Manjirō in het gevolg van Oyama Iwao naar Europa en studeerde hij militaire wetenschappen. Via de Verenigde Staten keerde hij terug naar Japan. Hij werd formeel ontvangen in Washington DC en maakte van de gelegenheid gebruik om zijn "pleegvader", kapitein Whitfield, op te zoeken in Fairhaven. Uiteindelijk werd Manjirō professor aan de Universiteit van Tokio. Hij vertaalde buitenlandse boeken over astronomie, navigatie en scheepsbouw en adviseerde de autoriteiten over de uitbouw van een moderne marine.

## Familie
Manjirō trouwde drie keer en had zeven kinderen. Zijn zoon Nakahama Tōichirō was een bekende arts.

## Eerbetoon
Er is een standbeeld van Nakahama Manjirō bij Kaap Ashizuri op Shikoku. 
De kleine planeet 4841 Manjiro, ontdekt in 1989, is naar hem vernoemd.

## Voetnoten
1. 1 2  Jürgen Osterhammel, De metamorfose van de wereld, 2022, p. 418-419

- CiNii: DA1769714X
- Gemeinsame Normdatei: 119112272
- International Standard Name Identifier: 0000 0000 6675 3196
- Library of Congress Control Number: n82246929
- Bibliotheek van het Japanse parlement: 00625444
- Nationale Bibliotheek van Israël: 987007265856705171
- Nederlandse Thesaurus van Auteursnamen: 392482827
- SNAC: w6rf979g
- Système universitaire de documentation: 089492439
- Virtual International Authority File: 15572755
- WorldCat: E39PBJjRWfqJ6cFfcyvkhWmfMP